# Киевский район (Ростовская область)
Киевский район — административно-территориальная единица в составе Ростовской области РСФСР, существовавшая в 1934—1963 годах. Административный центр — село Усть-Мечетка, с 1938 года — село Первомайское.

## История
27 января 1935 года постановлением Северо-Донского Окружного Исполнительного Комитета Азово-Черноморского Края была утверждена окончательная сеть из 26 районов Северо-Донского округа, в том числе Киевского района с центром в селе Усть-Мечетка. До 1937 года район был в составе Азово-Черноморского края.
13 сентября 1937 года Киевский район (с центром в селе Усть-Мечетка) вошёл в состав Ростовской области. К октябрю 1938 года центром района стало село Голодаевка, к 1941 году - село Первомайское.
Указом Президиума Верховного Совета СССР от 6 января 1954 года из Ростовской области была выделена Каменская область (с центром в г. Каменск-Шахтинский). Территория Киевского района вошла в состав Каменской области.
В соответствии с Указом Президиума Верховного Совета РСФСР от 19 ноября 1957 года Каменская область упраздняется. Киевский район обратно входит в состав Ростовской области.
1 февраля 1963 года Киевский район был упразднён. Его территория вошла в Кашарский район.